# Mirabel-aux-Baronnies
Mirabel-aux-Baronnies is een gemeente en een oud dorp in het Franse departement Drôme (regio Auvergne-Rhône-Alpes). De plaats maakt deel uit van het arrondissement Nyons. Gelegen boven op de top van een heuvel is de plaats bekend om zijn milde klimaat en zijn mooie omgeving. Mirabel-aux-Baronnies wordt voor het eerst genoemd in 1059 onder de naam Mirabello Castello. De gemeente telde 1.514 inwoners op 1 januari 2022.
Mirabel-aux-Baronnies ligt aan de rivier Gaude op een heuvel halverwege Nyons en Vaison-la-Romaine. Vroeger was er een kasteel met een toren zo hoog dat Orange in de Vaucluse te zien was. Een onderdeel van het oude kasteel is de kapel van St-Julien die van enige architecturale betekenis is.

## Geschiedenis
Mirabel-aux-Baronnies is de voormalige hoofdstad van een Voconcen-stam, de Gaudenses. Men zegt dat de naam van Mirabel afkomstig is van de eerder genoemde hoge toren, die Turris Mirabellum werd genoemd. Later bekend als Castum Mirabellum maakte Mirabel onderdeel uit van de Baronnies, onder gezag van de familie de Montauban. Op 9 oktober 1206 ruilden Dragonnet baron de Montauban en zijn zoon Raymond Mirabel en omstreken tegen de zeggenschap over Vinsobres met Eliarde, abt van Saint-Cesare te Arles. Na de annexatie van de gehele Baronnies door de Dauphin nam de macht van Mirabel toe (Mirabel kreeg zelfs een eigen munt), evenals het inwonersaantal. Het kasteel werd vergroot en versterkt, de kapel van St-Julien werd herbouwd. Het domaine de Beaulieu, gelegen iets ten zuiden van Mirabel, werd een van de hoofdresidenties van de Dauphin. In de 14e eeuw werd Mirabel ernstig getroffen door de godsdienstoorlogen.
Tot 1348 had Mirabel-aux-Baronnies een joodse wijk, die Les Josiols genoemd werd en die op de heuvel ten noorden van het dorp lag aan het beekje Françonne. Omdat de verdenking de ronde deed dat de Joden de pest veroorzaakten, werden deze in 1348 vermoord of verjaagd, de huizen in de wijk werden met de grond gelijk gemaakt.
Met de komst van het protestantse geloof in de regio veranderde er voor Mirabel-aux-Baronnies een en ander. De kapel van St-Julien werd vernield, in 1633 werden ook het kasteel en de wallen vernietigd. In 1652 werden de stadswallen hersteld omdat er weer een pestgolf werd verwacht, tevens werden vier nieuwe poortgebouwen geconstrueerd. De huidige kerk is gebouwd tussen 1645 en 1651 op de resten van de oude kapel. Tussen 1790 en 1800 was Mirabel hoofdstad van het bijbehorende kanton. Na juli 1794 (onthoofding Robespierre) was Mirabel een centrum van koningsgezinde activiteiten.
Mirabel-aux-Baronnies was een van de eerste plaatsen met een openbaar drinkwaternet. In 1876 werden Italiaanse specialisten ingehuurd om dit te realiseren. Ze woonden meerdere jaren in Mirabel en er was zelfs een Italiaanse school voor hun kinderen. Het water van de bron de Tune die zich meer dan 4 km ten noordoosten van Mirabel bevindt werd en wordt nog steeds verzameld en via een buizenstelsel van in-situ gegoten betonnen buizen met een diameter van 20 cm (zie afbeelding) naar het dorp geleid. In het dorp werden (en worden) verschillende kranen, 2 fonteinen en 4 lavoirs (wasbakken) van Tunewater voorzien. Een van de fonteinen, die op het oude plein (Place des Armes) stamt uit de 13e eeuw, deze is toen op het systeem aangepast. Het gehele systeem is nog steeds operationeel en in goede conditie, hoewel het niet meer dient voor drinkwater. Het water wordt niet meer op kwaliteit gecontroleerd en daarom als non-potable (niet drinkbaar) geafficheerd.

## Geografie
De oppervlakte van Mirabel-aux-Baronnies bedraagt 22,56 vierkante kilometer; de bevolkingsdichtheid is 69 inwoners per km² (per 1 januari 2019).

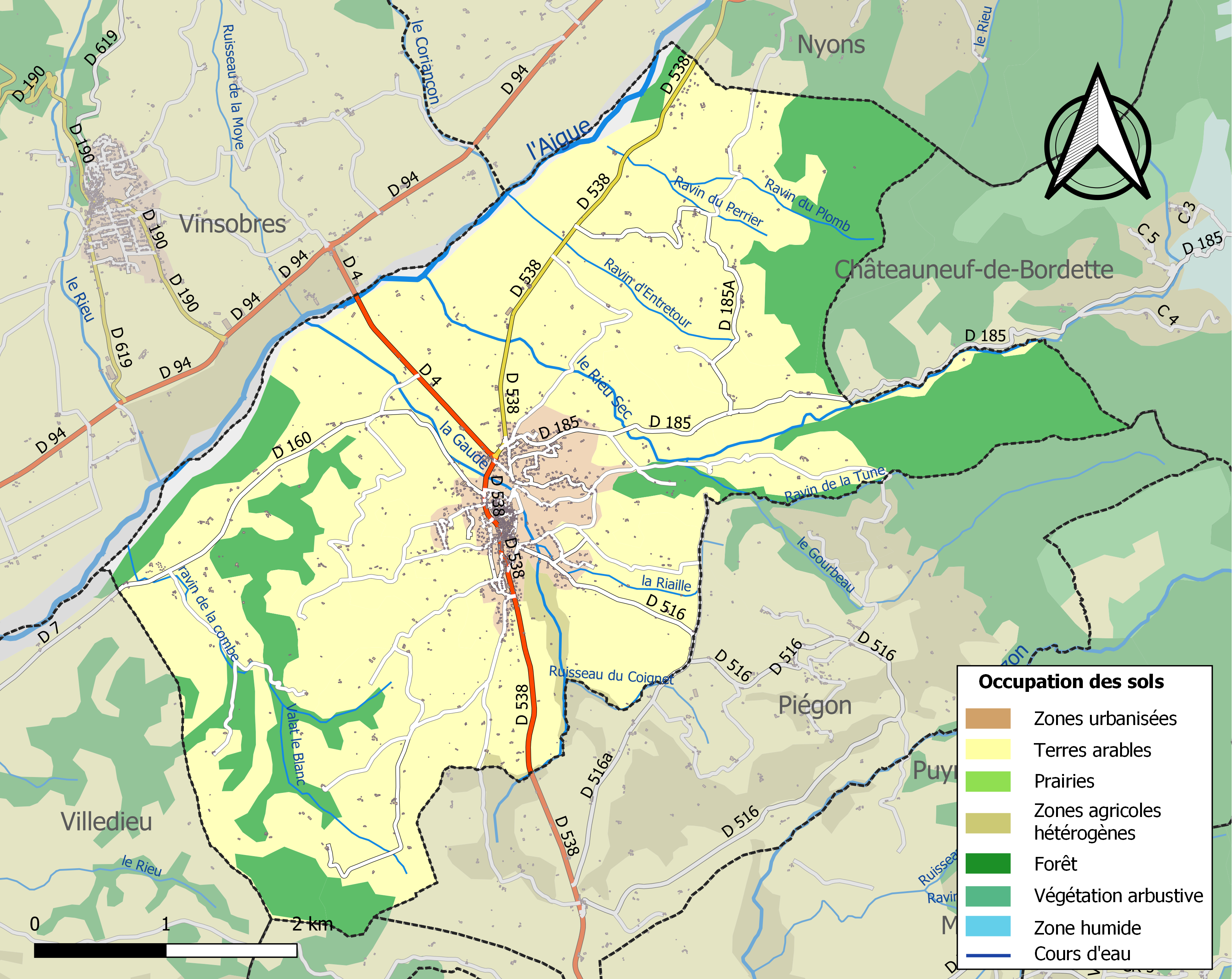
Kaart van de gemeente met belangrijkste infrastructuur, bodemgebruik en omliggende gemeenten

## Demografie
Onderstaande figuur toont het verloop van het inwonertal (bron: INSEE-tellingen).

## Dagelijks leven
Vrijdag is er markt (groente, vis). Olijvenmarkt tussen 30 november en eind februari op zaterdagen, Brokantmarkt de 1e en 3e zaterdag van juni tot en met september. "Fete du Vin" 15 augustus.

VVV, postkantoor, 2 bakkers, 1 supermarkt (Libre Service), 1 bureau de tabac, 2 café-restaurants, 1 restaurant, 1 Salon de Thé, 1 slager, 1 antiquariaat, 1 antiekwinkel, 1 boekwinkel, 1 kleding- en accessoireszaak, 1 gebruikte-kledingzaak).

## Historische plekken en monumenten
- De parochiekerk St Julien gebouwd op de resten van de oude kapel van de Dauphin XIIIe eeuw, herbouwd 1645- 1651.
- Enige restanten van het oude kasteel XIIIe eeuw.
- De oude bevestigingsmuren (chemin des Barrys), versterkingen en een toren XIIe eeuw.
- De oude fontein op de Place des Armes XIIIe eeuw.
- De kapel N.D. de Beaulieu (2 kilometer zuidwestelijk van Mirabel) is wat er rest van het oude verblijf van de Dauphins.
- De kapel Calvaire.
- De kapel St. Pierre (noordwestelijk gelegen van Mirabel, geïsoleerd).
- Prehistorische grotten genaamd "des Hugenots" en "des Sarasins".
- Restanten van de toren van Mialon.
- Het bos van de Koning.

## Geboren in Mirabel-aux-Baronnies
Estelle Leblond - motorfiets zijspan racer.

## Afbeeldingen

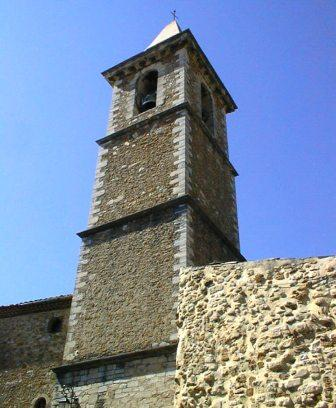
De kerk
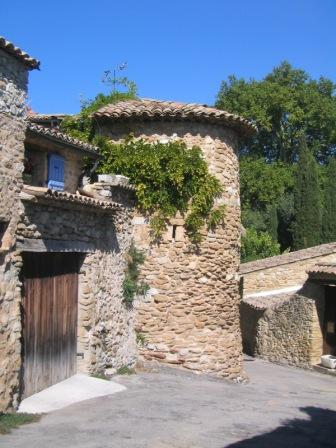
De stadswallen
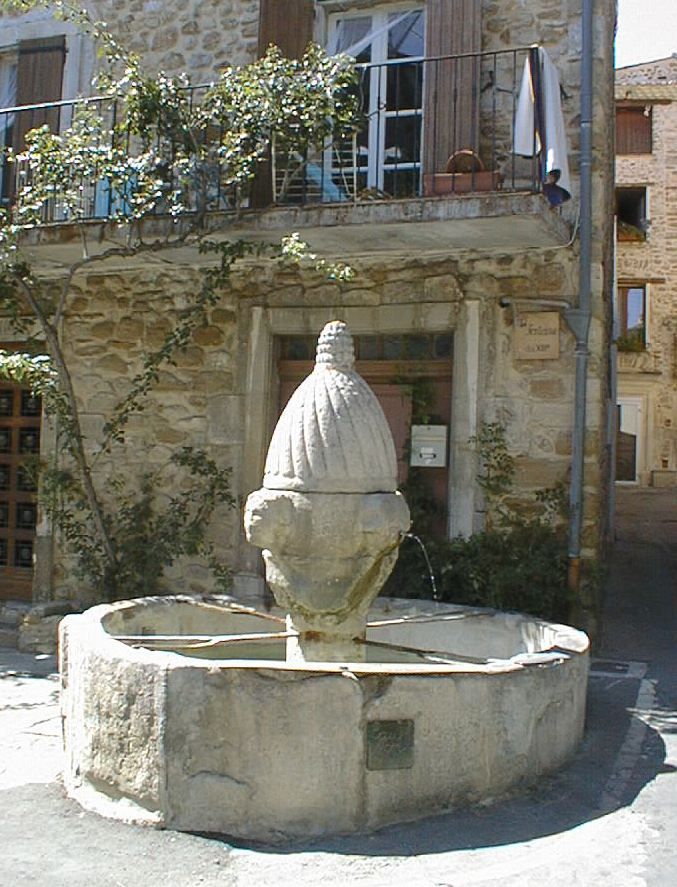
De oude fontein op het platanenplein
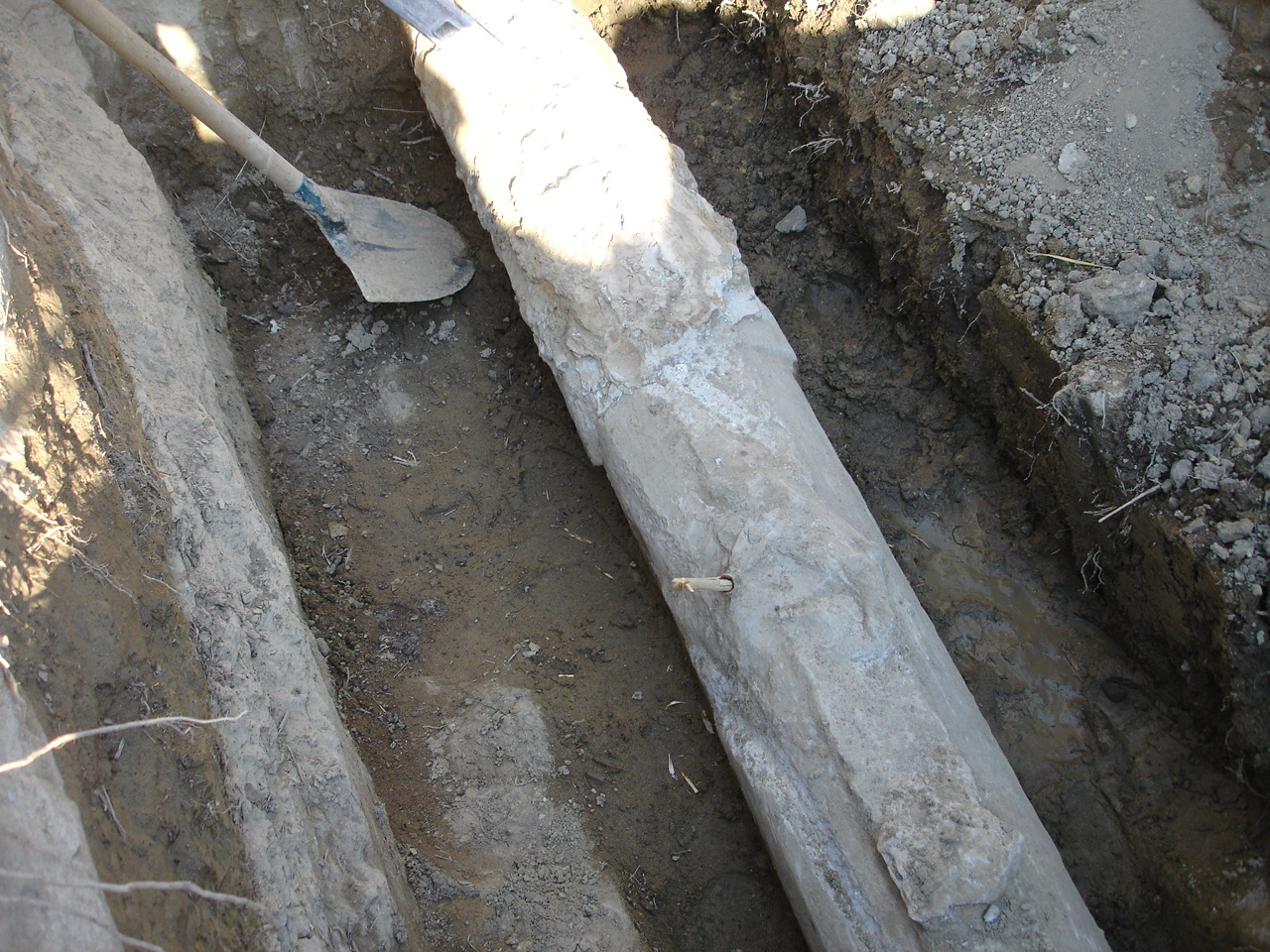
Deel van de in 1876 ter plekke gestorte betonnen waterleiding, opengemaakt voor herstelwerkzaamheden en om een aftakking te maken, juni 2006